# Entre Rios (Santa Catarina)
Pour les articles homonymes, voir Entre Rios.
Entre Rios est une ville brésilienne de l'ouest de l'État de Santa Catarina.

## Géographie
Entre Rios se situe par une latitude de 26° 43' 26" sud et par une longitude de 52° 33' 39" ouest, à une altitude de 400 mètres. Sa population était de 3 018 habitants au recensement de 2010. La municipalité s'étend sur 105 km2.
Elle fait partie de la microrégion de Xanxerê, dans la mésorégion Ouest de Santa Catarina.

## Villes voisines
Entre Rios est voisine des municipalités (municípios) suivantes :
- Quilombo
- São Domingos
- Ipuaçu
- Lajeado Grande
- Marema